# Tristan Valentin
Tristan Valentin (Le Blanc - Le Blanc-Mesnil, 23 februari 1982) is een Frans voormalig wielrenner.

## Belangrijkste overwinningen
2005
- Grand Prix de la ville de Nogent-sur-Oise
- Tro-Bro Léon

## Resultaten in voornaamste wedstrijden
| Jaar | Ronde van Italië | Ronde van Frankrijk | Ronde van Spanje |
| ---- | ---------------- | ------------------- | ---------------- |
| 2006 |                  |                     |                  |
| 2007 | 132e             |                     |                  |
| 2008 |                  |                     |                  |
| 2011 |                  | 118e                |                  |
| 2013 |                  |                     |                  |

| Jaar | Milaan-San Remo | Gent-Wevelgem | Parijs-Roubaix | Luik-Bast.‑Luik | Ronde van Lombardije |
| ---- | --------------- | ------------- | -------------- | --------------- | -------------------- |
| 2006 |                 | 101e          | 96e            |                 |                      |
| 2007 |                 | 50e           | 84e            |                 | 48e                  |
| 2008 | 140e            |               |                |                 |                      |
| 2011 |                 |               |                |                 |                      |
| 2013 |                 |               |                | 140e            |                      |